# USS Kaula (AG-33)
USS Kaula (AG-33) é um navio construído em 1938 por Henry Robb Ltda, em Leith, Escócia. Ele foi adquirido pela Marinha dos Estados Unidos como Cubahama em 3 de janeiro de 1941, a partir de seu proprietário, Panamanian - a Empresa de Transporte de Nova York, e rebatizado Kaula, em 15 de janeiro, e em seguida, comissionado em Baltimore, Maryland, em 22 de janeiro com o Tenente-Comandante W. L. Ware no comando.
Navegando para Hampton Roads, Virgínia, em 25 de janeiro, Kaula partiu em 4 de fevereiro para o Havaí, passando pelo Canal do Panamá e pela costa oeste, chegando a Pearl Harbor em 17 de março. Antes do início da guerra do Pacífico, ele transportava cargas de Pearl Harbor e Honolulu para várias ilhas da cadeia havaiana e para as Ilhas Johnston e Palmyra. Durante o ataque japonês a Pearl Harbor em 7 de dezembro, ele estava a caminho da ilha de Palmyra.
Durante toda a guerra com o Império Japonês, Kaula operou de Pearl Harbor e Honolulu para as principais ilhas havaianas e para as ilhas periféricas a oeste de Midway e ao sul de Palmyra. Normalmente navegando em comboio, ele percorreu a fronteira do Mar Havaiano transportando equipamento militar, munição e contingentes de Seabees até viajar para os Estados Unidos em 18 de maio de 1945, chegando a Seattle, Washington, em 26 de maio.
Depois de 2 meses de reformulação, Kaula partiu de Seattle em 31 de julho, a primeira de várias viagens ao Alasca. Atribuído ao 13º Distrito Naval, ele navegou para a Guarda Costeira americana para Ketchikan, Juneau, Seward, Kodiak, e Dutch Harbor, antes de voltar para Seattle, em 18 de setembro. Ele ancorou em Puget Sound e no Estreito de Juan de Fuca antes de navegar para Blake da Ilha de são jorge, Washington, em 6 de dezembro e desmontagem, em 14 de janeiro de 1946. Como consta no Registro Naval, em 12 de Março, Kaula, foi transferido para a Comissão Marítima de 15 de julho para ser vendido a seu ex-proprietário.